# Ivan I. od Auvergnea
Ivan I. od Auvergnea (fra. Jean Ier d’Auvergne; † 24. ožujka 1386.; pokopan u Le Bouchetu) bio je francuski plemić iz dinastije Auvergne; grof Montforta, Auvergnea (1361. — 1386.) i Boulognea (1361. — 1386.). Bio je sin grofa Roberta VII. od Auvergnea († 1325.) i njegove druge žene, gospe Marije od Châteauduna i Flandrije te brat gospe Matilde i kardinala Guya od Boulognea.

## Brak
Supruga Ivana I. bila je njegova imenjakinja, Ivana od Clermonta, kći baruna Ivana od Charolaisa te unuka princa Roberta Capeta od Francuske. Ivan i Ivana su bili roditelji sina, grofa Ivana II. od Auvergnea († 1404.) te kćeri Marije († 1388.) i Ivane. Marija je bila dama Saint-Just-en-Champagnea i Granges-en-Auvergnea te supruga Rajmonda od Turennea.